# Preacher’s Daughter
A Preacher’s Daughter Ethel Cain amerikai énekes-dalszerző és producer debütáló stúdióalbuma, amely 2022. május 12-én jelent meg a Daughters of Cain kiadón keresztül. A lemez teljesét az énekesnő írta, és egyetlen producere is volt, de végzett rajta munkát Steven Mark Colyer és Matthew Tomasi is.
A Preacher’s Daughter koncepcióalbum, amely kitalált karakterekre – többek között a főszereplő Ethel Cainre – fókuszál, olyan témákat kielemezve, mint a családi trauma és szexuális erőszak. Részben ez előadó magánélete inspirálta, aki egy diakónus lányaként nőtt fel. Hangzását tekintve a lemez többek között americana, dark ambient és roots rock. Anhedönia vokális stílusát az albumon olyan előadók inspirálták, mint Florence Welch és Lana Del Rey. Képvilága déli gótikus, vallásos és amerikai esztétikával rendelkezik. Három kislemez jelent meg róla, a Gibson Girl, a Strangers és az American Teenager, az utóbbival egy videóklip is kiadásra került. Az album népszerűsítése érdekében Anhedönia két turnét is elindított, The Freezer Bride Tour (2022) és a The Blood Stained Blonde Tour (2023) néven, Észak-Amerikában, Európában és Óceániában.
Megjelenését követően a Preacher’s Daughtert méltatták a szakértők, kiemelve történetmesélését, a dalszerzést, illetve Anhedönia éneklését. Sokan az év egyik legjobb albumának tekintették, míg a Paste az évtized első fele egyik kiemelkedő projektjének nevezte. Az American Teenager kislemezt a Billboard és a Rolling Stone is minden idők egyik legjobb LMBTQ-dalának nevezték. Az album rajongói kultuszt alakított ki az énekesnő körül. Azt követően, hogy hagyományos hanghordozókon is kiadták a lemezt 2025-ben, a slágerlisták első tíz helyére került Ausztráliában, az Egyesült Államokban, az Egyesült Királyságban és Hollandiában is. A Preacher’s Daughter az Ethel Cain-trilógia első – kronológiailag második – része, amelyhez meg fognak jelenni regények és egy film is. Az album előzménye, a Willoughby Tucker, I’ll Always Love You 2025 augusztusában jelent meg.

## Háttér
Hayden Silas Anhedönia fiatal korában kezdett el zenével foglalkozni. Egy déli baptista közösség templomi kórusában énekelt, ahol apja diakónus volt. Sok különböző keresztény zene volt hatással fejlődésére, nyolc évesen kezdett el zongorázni. 16 évesen hagyta el az egyházat, majd két évvel később elköltözött floridai vallásos családi házából, és elkezdte nemváltoztatási folyamatát, illetve debütáló albumának megírását.
2017-ben kiadott dalokat több különböző néven bedroom pop stílusban. Először White Silas néven jelent meg, gregorián énekrk által inspirált kislemezekkel és mixtape-ekkel SoundCloudon és Tumblr-ön. Két évvel később kezdte meg fő projektjét, az Ethel Caint, a Carpet Bed és a Golden Age középlemezekkel. Ezt követően szerződtette le a Prescription Songs, ahol megalapította saját kiadóját, a Daughters of Caint.
Anhedönia debütáló albuma eredetileg két és fél óra hosszú volt. Mielőtt megszületett a Preacher’s Daughter ötlete, több különböző koncepcióalbumon is dolgozott „angyalokról meg ilyenekről,” mikor éppen komoly pszichózisos tünetei voltak LSD-használat miatt. Az albumot azt követően változtatta meg, hogy talált egy zongorahangmintát, amely inspirálta az A House in Nebraska megírását egy nap alatt. Anhedönia először úgy döntött, hogy a lemezt „préri nőkről” fogja írni, amelyet egy pusztán álló nőről született elképzelése inspirált, és amely A ház, ahol élünk regénysorozatra emlékeztette. Az album főszereplője egy szekta vezetője lett volna. A közel hat perc hosszú Strangers megírására mindössze tíz percre volt szüksége, de ekkor Anhedönia még nem tudta, hogy a lemez záródala lesz. Az énekesnő megosztotta, hogy mindössze „egy-két héttel” a Thelma és Louise (1991) kalandfilm megnézése után szerezte a Thoroughfare-t, amelynek következtében az album írási folyamata felgyorsult, mert inspirált volt meglátni, hogy „hova is fog kilyukadni a történet.” Több különböző horrorpodcastot is hallgatott, illetve nagyon sok időt töltött vidéki kisboltokban és vagyonárveréseken a lemez készítése közben.
Anhedönia 2021-ben lett népszerű a harmadik Ethel Cain-középlemez, az Inbred megjelenése után. Ez a projekt nagy változás volt korábbi zenéjéhez viszonyítva, egy kisebb előzetesként szolgált debütáló albumához. Anhedönia négy évet töltött a Preacher’s Daughter tizenhárom dalának megírásán, két közreműködő segítségével: Matthew Tomasi multiinstrumentalista és Steven Mark Colyer zenész.

## Témák

### A történet áttekintése
A Preacher’s Daughter koncepcióalbum, amelyet Anhedönia saját vallásával és kultúrájával való személyes küzdelme inspirált. Ennek ellenére a lemez központjában az Ethel Cain nevű kitalált karakter áll, akit bántalmazott apja és elmenekült keresztény családjától és közösségétől. Az előadó kijelentette, hogy a karakter az alteregója, aki „sötétebb, gonosz ikertestvérem.” Az album szövegét tekintve feldolgoz olyan témákat, mint transzgenerációs trauma, toxikus kapcsolatok és kultuszos kereszténység, illetve részben az amerikai álom kritikája. Az album eseményei 1991-ben játszódnak az Egyesült Államok déli részén, tíz évvel a kisváros prédikátora halála után, aki a főszereplő apja volt. Emily St. James (Vox) a lemezt Truman Capote 1966-os Hidegvérrel című regényéhez, illetve Flannery O’Connor munkásságához hasonlította.
Anhedönia kijelentette, hogy a Preacher’s Daughter a történet első fejezete volt, és egy regénysorozat mellett egy filmet is tervezett rendezni Ethel Cainről. Egy 2022. decemberi The Line of Best Fit-interjúban elmondta, hogy a történetet egy albumtrilógia részeként is folytatni fogja, amelyeknek címe Preacher’s Wife és Mother of a Preacher lenne. A trilógiát „az Ethel Cain-moziuniverzum”-nak nevezte. A Preacher’s Daughter előzménye, a Willoughby Tucker, I’ll Always Love You 2025 augusztusában jelent meg, és ugyan eredetileg középlemez lett volna, végül Anhedönia második stúdióalbuma lett az Ethel Cain név alatt.

### Dalok
Az album a Family Tree című, és Intro alcímű dallal nyílik, amelyen Cain transzgenerációs traumáról énekel. A szám egy déli prédikátor eltorzított beszédével kezdődik, amelyben az anya fontosságáról beszél. Ezt az American Teenager követi, amely az amerikai álmot és az Egyesült Államok fegyverkultúráját kritizálja, illetve háborúellenes témákkal rendelkezik. Az A House in Nebraska szerelmes számon Cain elmeséli saját és partnere, Willoughby történetét. A dalon kiemeli, hogy mennyire hiányzik neki a férfi és nebraskai otthonuk. A Western Nights egy második partnerről mesél, aki egy „bűnöző rosszfiú,” romantizálva sötét és bántalmazással teli kapcsolatukat, illetve leírva, hogy Ethel mindent megtett volna a másikért. Tom Williams (Beats Per Minute) a dal szövegét Lana Del Rey Ultraviolence (2014) című albumához hasonlította.
A negyedik dal, a Family Tree szövege Cain kapcsolatáról beszél a kereszténységgel, illetve a családján belüli erőszakról. A Hard Times számon Cain egy tőle távol álló apa szeretetéért vágyakozik, aki szexuálisan zaklatta, könyörögve, hogy „Mondd el a történetet, hogy hogy ér véget, ahol még a jó fiú vagy. Majd úgy teszek.” Devon Chodzin (Paste) szerint Cain azt is elemzi, hogy utánozni akarja az apai szereplőket az életében, akik annyi fájdalmat okoztak neki. A Thoroughfare-ben Cain találkozik egy férfival Texasban, aki elmondja neki, hogy ne meneküljön el előle, és behívja autójába. Cain azonnal beszáll, azt énekelve, hogy: „Mert gyerekkorom óta először, egy férfit láttam, aki nem volt mérges.”  A Gibson Girl egy erőszakos dal, amelyet egy prostituált szempontjából írt az előadó. A számon Cain egy új partner által elkövetett erőszakot narrál részletezve, hogy a szexualitás milyen gyakran vezet közvetlenül erőszakhoz és akár halálhoz.
A Ptolemaea egy dal, amelyben Cain egy kábítószerek következtében kialakult hallucinációról mesél. Miközben egy férfi hangja azt mondja, hogy „adtam, kellesz, szeretlek,” a karakter könyörög, hogy hagyja abba. A számot az előadó horrorfilmek iránti szeretete inspirálta, illetve címét Dante Alighieri Isteni színjátékban a pokol kilencedik köre egyik alköréről kapta, ahol azok bűnhődnek, akik vendégeiket árulták el. A Ptolemaea-t két hangszeres dal követi, a August Underground és a Televangelism. A korábbi azt jelképezi ahogy Cain megpróbál elmenekülni szeretőjétől, aki végül meggyilkolja, míg az utóbbi mennybemenetelét allegorizálja. A Sun Bleached Flies az album utolsó előtti dala, amelyben a karakter életéről gondolkozik sírjában, visszagondolva a harmadik számra: „Még mindig imádkozok a nebraskai házért.” Siratja eltávozását vallásától és közösségétől. Az albumzáró Strangers egy prédikátor monológjával kezdődik meg, aki arról beszél, hogy a hívőket a paradicsom várja haláluk után. A számon Cain egy „fagyasztott feleség” szerepében van, akit gyilkosa egy mélyhűtőben tart pincéjében, majd megeszi. Próbál megerősítést szerezni szeretőjétől és vallásától, mielőtt anyja felé fordul, és a következő sorral zárja a lemezt: „Mama, csak tudd, hogy szeretlek / És majd látlak, ha ideérsz.”

## Számlista
Minden dal szerzője és producere Hayden Anhedönia, kivéve ahol másképp feltüntetve.
| Preacher’s Daughter | Preacher’s Daughter | Preacher’s Daughter                 | Preacher’s Daughter | Preacher’s Daughter | Preacher’s Daughter | Preacher’s Daughter | Preacher’s Daughter | Preacher’s Daughter | Preacher’s Daughter |
|                     | Cím                 | Szerző(k)                           | Producer(ek)        | Hossz               |                     |                     |                     |                     |                     |
| ------------------- | ------------------- | ----------------------------------- | ------------------- | ------------------- | ------------------- | ------------------- | ------------------- | ------------------- | ------------------- |
| 1.                  | Family Tree (Intro) |                                     |                     | 3:41                |                     |                     |                     |                     |                     |
| 2.                  | American Teenager   | Hayden Anhedönia Steven Mark Colyer |                     | 4:18                |                     |                     |                     |                     |                     |
| 3.                  | A House in Nebraska |                                     |                     | 7:46                |                     |                     |                     |                     |                     |
| 4.                  | Western Nights      |                                     |                     | 6:05                |                     |                     |                     |                     |                     |
| 5.                  | Family Tree         |                                     |                     | 7:11                |                     |                     |                     |                     |                     |
| 6.                  | Hard Times          |                                     |                     | 5:03                |                     |                     |                     |                     |                     |
| 7.                  | Thoroughfare        |                                     |                     | 9:28                |                     |                     |                     |                     |                     |
| 8.                  | Gibson Girl         |                                     |                     | 5:42                |                     |                     |                     |                     |                     |
| 9.                  | Ptolemaea           | Anhedönia Matthew Tomasi            | Ethel Cain Tomasi   | 6:24                |                     |                     |                     |                     |                     |
| 10.                 | August Underground  | Anhedönia Tomasi                    | Cain Tomasi         | 3:40                |                     |                     |                     |                     |                     |
| 11.                 | Televangelism       |                                     |                     | 3:03                |                     |                     |                     |                     |                     |
| 12.                 | Sun Bleached Flies  |                                     |                     | 7:36                |                     |                     |                     |                     |                     |
| 13.                 | Strangers           |                                     |                     | 5:44                |                     |                     |                     |                     |                     |
| 75:42               |                     |                                     |                     |                     |                     |                     |                     |                     |                     |

## Albumlisták
Ugyan közvetlenül megjelenése után nem szerepelt slágerlistákon, több év elteltével, 2025-ös hanglemezen való kiadását követően, a Preacher’s Daughterből 37 ezer példányt adtak el április 4–10. között az Egyesült Államokban, így tizedik és első lett a Billboard 200, illetve Top Album Sales listákon. Ezzel Anhedönia lett az első nyíltan transznemű előadó, akinek albuma elérte a Billboard 200 első tíz helyének egyikét.
| Albumlista (2025)                             | Legmagasabb pozíció |
| --------------------------------------------- | ------------------- |
| Ausztrália (ARIA Albums)                      | 5                   |
| Ausztria (Ö3 Austria Top 40)                  | 24                  |
| Belgium (Ultratop Flandria)                   | 11                  |
| Belgium (Ultratop Vallónia)                   | 63                  |
| Dánia (Hitlisten Album Top 40)                | 38                  |
| Egyesült Királyság (UK Albums Chart)          | 10                  |
| Egyesült Királyság (UK Independent Albums)    | 2                   |
| Egyesült Királyság (Scottish Albums)          | 2                   |
| Finnország (Musiikkituottajat Albumit Top 50) | 35                  |
| Hollandia (Dutch Charts Album Top 100)        | 10                  |
| Írország (IRMA)                               | 52                  |
| Kanada (Billboard Canadian Albums)            | 64                  |
| Németország (Offizielle Top 100)              | 15                  |
| Portugália (AFP)                              | 49                  |
| USA Billboard 200                             | 10                  |
| USA Independent Albums                        | 2                   |
| USA Top Alternative Albums (Billboard)        | 1                   |
| USA Top Rock Albums (Billboard)               | 2                   |
| Új-Zéland (RMNZ)                              | 11                  |

## Kiadások
| Régió       | Dátum            | Formátum               | Kiadó             | For.   |
| ----------- | ---------------- | ---------------------- | ----------------- | ------ |
| Világszerte | 2022. május 12.  | zeneletöltés streaming | Daughters of Cain | [ 49 ] |
| Világszerte | 2025. április 4. | hanglemez              | Daughters of Cain | [ 50 ] |